# Passer (Gattung)
Passer (lat. für Spatz) ist eine Vogelgattung innerhalb der Familie der Sperlinge. Ihr Verbreitungsgebiet ist vorwiegend Eurasien und Afrika, Vertreter der Gattung wurden auch auf anderen Kontinenten eingeführt. Die Artenzahl der Gattung ist im Verhältnis zur Größe des Verbreitungsgebietes gering. Die meisten Arten sind jedoch in ihrem jeweiligen Verbreitungsgebiet sehr häufige Vögel. Zu den am weitesten verbreiteten Arten gehört der Haussperling.

## Erscheinungsbild
Passer-Arten sind kleine, bräunlich bis gräulich gefiederte Vögel mit häufig schwarzen, gelben oder weißen Farbzeichnungen. Die überwiegende Zahl der Arten weist einen ausgeprägten Sexualdimorphismus auf. Bei den meisten Arten haben die Männchen eine schwarze Kehle. Die Kehlfärbung kann sich bis auf die Vorderbrust ausdehnen. Typischerweise weist der Oberkopf der Männchen zumindest partiell eine rotbraune Färbung auf, die Wangen sind weißlich oder blassbraun. Die Weibchen sind in der Regel deutlich unauffälliger und meistens bräunlich bis braungrau gefärbt. Die Körperlänge der Vögel liegt zwischen 10 und 25 Zentimetern. Der Schwanz und der Schnabel sind kurz. Der Schnabel hat gewöhnlich eine konische Form. Es sind in der Regel gesellige Vögel, die große Schwärme bilden. Zu den bekanntesten Arten zählen in Mitteleuropa der Feld- und der Haussperling. Einige Arten haben einen für den Menschen angenehm klingenden Gesang.

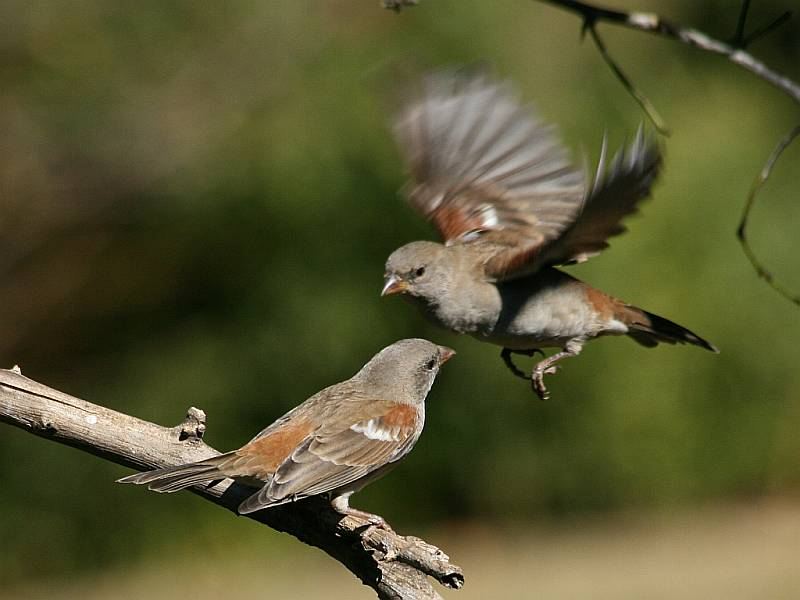
Zwei Damarasperlinge

## Verbreitung
Die meisten Arten der Gattung Passer kommen in offenem Gelände in den wärmeren Klimazonen Afrikas und Eurasiens vor. In den Regionen, in denen sich das Verbreitungsgebiet verschiedener Passer-Arten überlappt, bewohnen die jeweiligen Arten unterschiedliche ökologische Nischen. Insgesamt kommen 25 Arten in Afrika und Eurasien vor, davon leben 19 in Afrika und 13 sind in ihrer Verbreitung auf diesen Kontinent beschränkt. Einige Arten wie beispielsweise der Suahelisperling haben ein verhältnismäßig kleines Verbreitungsgebiet. Das Verbreitungsgebiet des Graukopfsperlings dagegen erstreckt sich südlich der Sahara über den gesamten afrikanischen Kontinent. Der Sokotrasperling kommt dagegen nur auf einigen wenigen Inseln vor dem Horn von Afrika vor.
Nach neuesten Erkenntnissen entstanden die ersten Passer-Arten in Afrika. Der Kapsperling gilt als die älteste rezente Art. Die meisten Arten sind Kulturfolger und brüten und leben in unmittelbarer Nähe zum Menschen. Dies hat dazu beigetragen, dass sie sich vom Ursprungsgebiet über Teile Afrikas und Eurasiens ausbreiten konnten. Abgesehen von dieser natürlichen Ausbreitung wurden Passer-Arten unter anderem auch in Nord- und Südamerika sowie in Australien eingeführt.

## Lebensweise

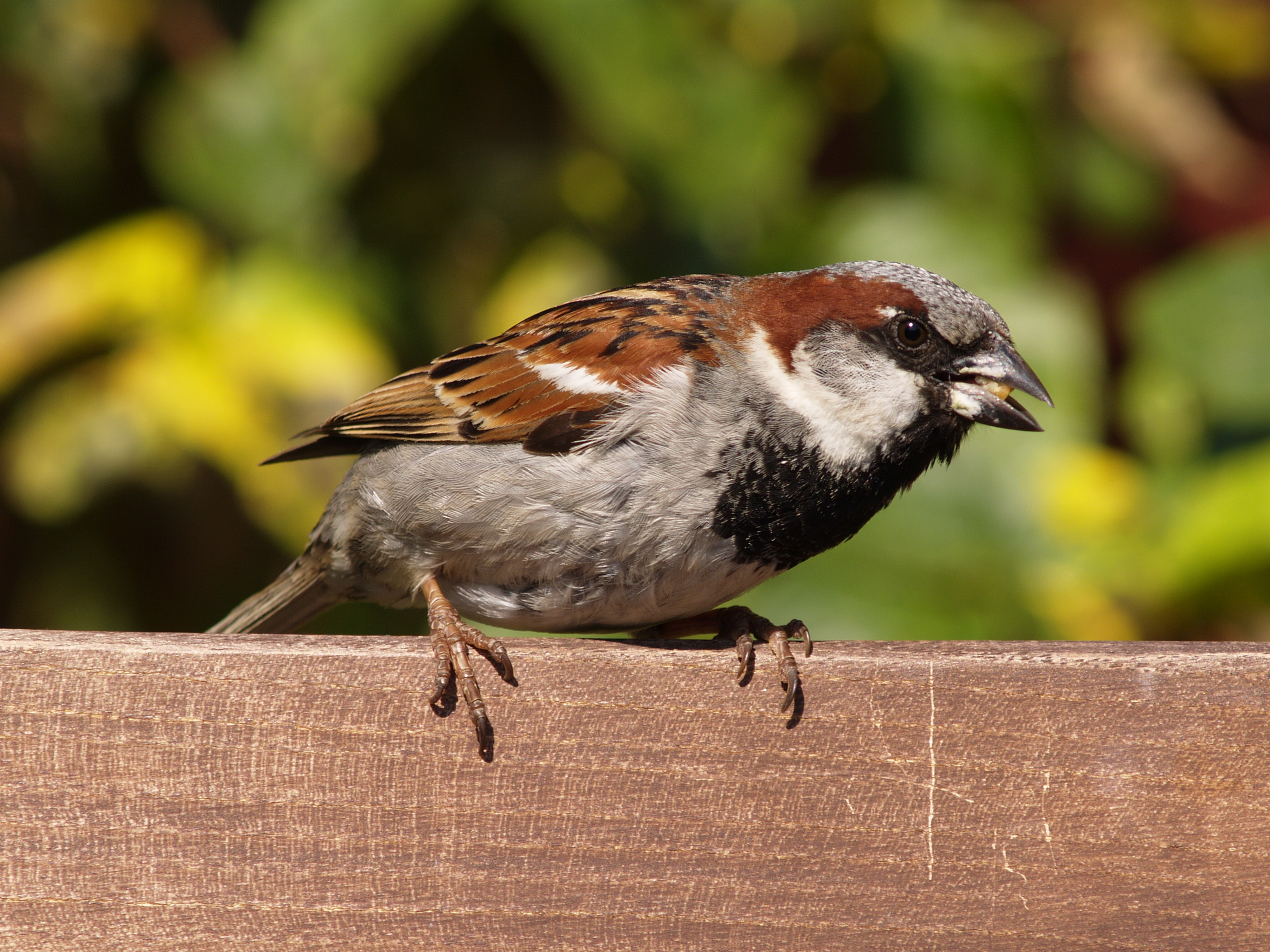
Haussperling, Männchen

Mit Ausnahme des Rostsperlings sind Passer-Arten gesellige Vögel, die den größten Teil ihres Lebens in kleinen Schwärmen verbringen und in lockeren Kolonien brüten. Für den Braunrücken-Goldsperling sind Brutkolonien nachgewiesen, die mehr als 50.000 Paare umfassten. Beim Weidensperling hat man schon 200 Nester dieser Art in einem einzigen Baum vorgefunden.
Die Passer-Arten bauen ein nur loses Nest. Abhängig von der Art und der Nistgelegenheit kann sich dieses in einem Strauch oder Baum befinden. Sie nutzen außerdem aber Höhlungen in Bäumen und Gebäuden und brüten beispielsweise auch in den Nestern des Weißstorchs. Beim sehr ortstreuen Haussperling nutzen einige Individuen denselben Niststandort ihr ganzes Leben. Das Gelege besteht aus bis zu acht Eiern, die typischerweise von beiden Elternvögeln für zwölf bis 14 Tage bebrütet werden. Die Jungvögel sind in der Regel nach 14 bis 24 Tagen flügge. Passer-Arten ziehen typischerweise mehrere Bruten pro Jahr groß. Dies ist ein Grund dafür, dass sie sehr schnell in der Lage waren, Gebiete zu besiedeln, in die sie zuvor eingeführt worden waren.
Bei einigen der Passer-Arten kommt es auch in freier Wildbahn zu Hybriden. Hybride kommen beispielsweise zwischen dem in Afrika weitverbreiteten Graukopfsperling und dem Papageischnabelsperling; dem Graukopfsperling und dem Suahelisperling sowie dem Graukopfsperling und Passer diffusus. Solche Hybriden kommen meist nur in kleinen Überlappungszonen vor. So werden Hybride zwischen dem Graukopfsperling und dem Papageischnabelsperling in einer kleineren Region in Äthiopien und einem etwas größeren Gebiet in Kenia beobachtet.
Passer-Arten suchen ihre Nahrung überwiegend auf dem Boden und fressen größtenteils Samen. Insekten spielen vor allem in der Fortpflanzungszeit eine größere Rolle in ihrer Ernährung. Sie sind aber grundsätzlich Nahrungsopportunisten und fressen jederzeit Wirbellose, wenn diese in ausreichender Zahl zur Verfügung stehen.

## Passer-Arten und Mensch
Für 16 Arten aus der Gattung Passer ist nachgewiesen, dass sie an oder in menschlichen Gebäuden siedeln. Zwei Arten haben sich dem Menschen besonders angeschlossen. Dies sind der Haussperling und der Feldsperling. Der Haussperling entwickelte sich etwa vor 10.000 Jahren im Gebiet des Fruchtbaren Halbmondes. Der Feldsperling ist eine ursprünglich asiatische Art, die sich im Flusstal des Gelben Flusses entwickelte und sich als Kulturfolger des Menschen in weiten Teilen Eurasiens ausbreitete.

### Literatur und Haltung als Ziervogel

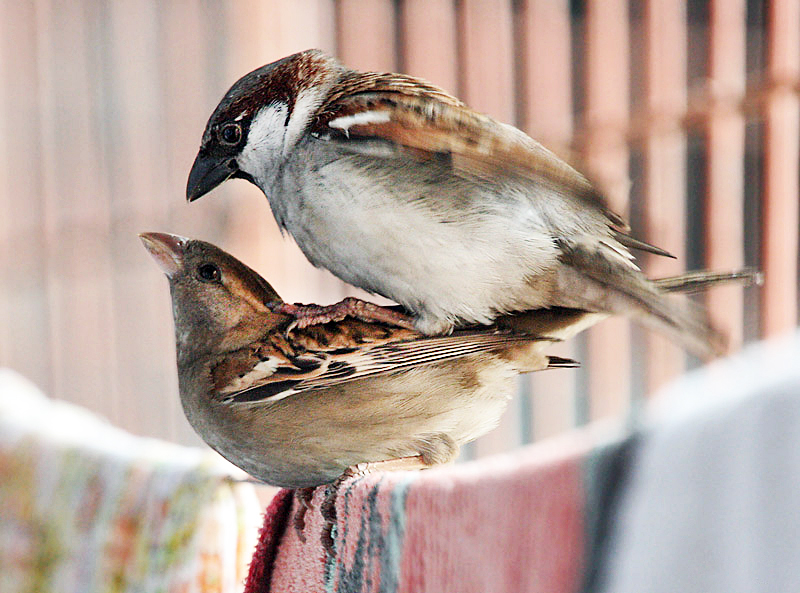
Haussperlinge bei der Kopulation